# Бонеј (Ен)
Бонеј (фр. Bonneil) насеље је и општина у североисточној Француској у региону Пикардија, у департману Ен (Пикардија) која припада префектури Шато Тјери.
По подацима из 2011. године у општини је живело 396 становника, а густина насељености је износила 187,68 становника/km². Општина се простире на површини од 2,11 km². Налази се на средњој надморској висини од 70 метара (максималној 201 m, а минималној 58 m).

## Демографија
| 1962. | 1968. | 1975. | 1982. | 1990. | 1999. | 2011. |
| ----- | ----- | ----- | ----- | ----- | ----- | ----- |
| 255   | 259   | 255   | 287   | 336   | 374   | 396   |

График промене броја становника у току последњих година